# Massacre (Band)
Massacre (engl.: „Massaker“) ist eine der ersten Death-Metal-Bands.

## Geschichte
Die Band wurde 1984 in Florida gegründet, nachdem es bei der Band Mantas (spätere Death) zu einem Zerwürfnis zwischen Chuck Schuldiner, Kam Lee und Rick Rozz kam. 1987 holte Schuldiner Rick Rozz zurück in die Band. Dieser brachte seine Bandkollegen, den Schlagzeuger Bill Andrews und den Bassisten Terry Butler mit zu Death, die bereits über einen Plattenvertrag und ein veröffentlichtes Album, Scream Bloody Gore, verfügte. Dadurch stand Kam Lee vorerst allein da. Er konnte jedoch ein neues Line-up zusammenstellen und nach Veröffentlichung von drei Demos, die in der Tape-Trading-Szene gut ankamen, erhielt er mit „Massacre“ einen Vertrag mit dem britischen Plattenlabel Earache Records. Dort erschien das Debütalbum From Beyond, welches heute als Klassiker des frühen Death Metal gilt. Nach einer Pause versuchte die Band 1996, mit einem neuen Album an die alten Erfolge anzuknüpfen, dies gelang jedoch nicht, und die Band löste sich auf.
Im Jahr 2007 fand eine einmalige Reunion-Tour mit Terry Butler (Bass), Kam Lee (Gesang), Steve Swansen (Gitarre), Sam Williams (Gitarre) und Curt Beeson (Schlagzeug) statt. Ihr endgültig letztes Konzert spielten sie auf dem Wacken Open Air 2008.
Kam Lee gründete mit Terry Butler, Sam Williams und Curt Beeson die Band Denial Fiend, welche auf der Reunion-Tour als Vorband von Massacre spielten. Terry Butler und Steve Swanson sind heute bei Six Feet Under aktiv.
2012 spielten Massacre in neuer Besetzung auf dem Wacken Open Air. Zu diesem Anlass veröffentlichte die Band eine neue 7" Vinyl EP über das Label Century Media. Am 24. März 2014 veröffentlichte die Band ihr Comeback-Album Back From Beyond. Im Dezember 2014 gab die Band jedoch erneut ihre Auflösung bekannt, da Sänger Ed Webb und Bassist Terry Butler die Band verlassen hatten.

## Diskografie

### Studioalben
- 1991: From Beyond
- 1996: Promise
- 2014: Back from Beyond
- 2021: Resurgence
- 2024: Necrolution

### Sonstige
- 1986: Aggressive Tyrant (Demo)
- 1987: Chambers of Ages (Demo)
- 1990: The Second Coming (Demo)
- 1991: Provoked Accurser (Single)
- 1992: Inhuman Condition (EP)
- 1994: Infestation of Death (Best-Of)
- 2006: Tyrants of Death (Demo von 1986/Live)
- 2012: Condemned to the Shadows (7" EP)
- 2022: Mythos (EP)